# Столяровка (Кемеровская область)
Столяро́вка — деревня в Мариинском районе Кемеровской области. Входит в состав Лебяжьего сельского поселения.

## География
Расположена в тайге на левом берегу реки Долгоун в 57 км к северо-востоку от Мариинска и в 200 км от Кемерово. Высота над уровнем моря — около 170 м.
Имеется тупиковая подъездная дорога от автодороги Р255 со стороны села Суслово (через населённые пункты Николаевка 2-я, Рубино, Лебяжий, Тундинка). Ближайшая ж.-д. станция находится в Суслово.

## Население
По данным Всероссийской переписи населения 2010 года, в деревне проживает 53 человека (30 мужчин, 23 женщины).